# Danh sách lực lượng không quân
Đây là một danh sách các lực lượng không quân trên thế giới theo bảng chữ cái abc, các đơn vị này được xác định với tên gọi hiện nay và tên gọi trước đó, cộng với những phù hiệu cho nhánh hàng không quân sự hợp thành lực lượng không quân chiến đấu của quốc gia đó, các phù hiệu này có thể là phù hiệu của một lực lượng không quân độc lập, nháng không lực của hải quân, đơn vị không lực lục quân, vệ binh quốc gia hoặc bảo vệ bờ biển (tuần duyên) và biên phòng. Ở phần cuối là một danh sách riêng biệt các lực lượng không quân của các quốc gia không còn tồn tại. Tên quốc gia trong chữ nghiêng cho biết quốc gia này nói chung không được quốc tế công nhận như một nhà nước độc lập nhưng lại có một lực lượng không quân đang hoạt động.

## A
|date=1961}}
| Quốc gia    |                                         | |                                         | Thành lập    |
| Quốc gia    | Phục vụ Tên chính thứcHiện nayTrước kia | Phục vụ Tên chính thứcHiện nayTrước kia                                                                    | Phục vụ Tên chính thứcHiện nayTrước kia | Thành lập    |
| ----------- | --------------------------------------- | --- | --------------------------------------- | ------------ |
| Abkhazia    |                                         | Không quân Abkhazia                                                                                        |                                         | 1992         |
| Afghanistan |                                         | Không lực Lục quân Quốc gia Afghan Afghan Melli-e Ourdou                                                   |                                         | 2002         |
| Afghanistan |                                         | Lực lượng Không quân d và Phòng không Nhà nước Hồi giáo Afghanistan (Mujahideen)                           |                                         | 1996-2001    |
| Afghanistan |                                         | Không lực Lục quân Tiểu vương quốc Ả-rập Hồi giáo Afghanistan (Taliban)                                    |                                         | 1996-2001    |
| Afghanistan |                                         | Lực lượng Không quân và Phòng không Nhà nước Hồi giáo Afghanistan                                          |                                         | 1992-1996    |
| Afghanistan |                                         | Không quân Cộng hòa Afghan De Afghan Hanoi Quirah                                                          |                                         | 1983-1992    |
| Afghanistan |                                         | Không lực Lục quân Afghan De Afghan Hawa-e Quvah                                                           |                                         | 1980-1983    |
| Afghanistan |                                         | Không quân Cộng hòa Afghan De Afghan Hanoi Quirah                                                          |                                         | 1973-1979    |
| Afghanistan |                                         | Không quân Hoàng gia Afghan                                                                                |                                         | 1948-1973    |
| Afghanistan |                                         | Không quân Afghan Afghan Hawa-e Ourdou                                                                     |                                         | 1937-1947    |
| Afghanistan |                                         | Quân chủng Không quân Quân đội Afghan                                                                      |                                         | 1924-1929    |
| Ả Rập Xê Út |                                         | Không quân Hoàng gia Saudi Al Quwwat al Jawwiya as Sa'udiya                                                |                                         | 1950         |
| Albania     |                                         | Không quân Albania Forcave Ajrore                                                                          |                                         | 1947         |
| Albania     |                                         | Không lực Albania                                                                                          |                                         | 1914-1939    |
| Algérie     |                                         | Không quân Algeria Al Quwwat aljawwija aljaza'eriiya                                                       |                                         | 1962         |
| Ấn Độ       |                                         | Không quân Ấn Độ भारतीय वायु सेना Bharatiya Vayu Sena                                                            |                                         | 1950         |
| Ấn Độ       |                                         | Không quân Hoàng gia Ấn Độ                                                                                 |                                         | 1945-1950    |
| Ấn Độ       |                                         | Không quân Ấn Độ                                                                                           |                                         | 1932-1945    |
| Ấn Độ       |                                         | Không lực Lục quân                                                                                         |                                         | 1986         |
| Ấn Độ       |                                         | Binh chủng Không quân Hải quân                                                                             |                                         | 1953         |
| Ấn Độ       |                                         | Không đoàn Tuần duyên Ấn Độ Bharatiya Tatarakshak Dal                                                      |                                         | 1978         |
| Ai Cập      |                                         | Không quân Ai Cập Al Quwwat Al Jawwiya Il Misriya                                                          |                                         |              |
| Ai Cập      |                                         | Không quân Cộng hòa Ả-rập Thống nhất                                                                       |                                         | 1958-1961    |
| Ai Cập      |                                         | Không quân Ai Cập                                                                                          |                                         | 1952-1958    |
| Ai Cập      |                                         | Không quân Hoàng gia Ai Cập                                                                                |                                         | 1937-1952    |
| Ai Cập      |                                         | Không lực Lục quân Ai Cập                                                                                  |                                         | 1931-1937    |
| Angola      |                                         | Lực lượng Không quân và Phòng không Nhân dân Angola Força Aérea Popular de Angola/Defesa Aérea e Antiaérea |                                         |              |
| Angola      |                                         | Chống máy bay và Không quân Nhân dân Angola Força Aérea Popular de Angola/Defesa Anti-Aviões               |                                         | 1976-?       |
| Argentina   |                                         | Không quân Argentina Fuerza Aérea Argentina                                                                |                                         | 1945         |
| Argentina   |                                         | Servicio Aéronautico del Ejército                                                                          |                                         | 1912-1945?   |
| Argentina   |                                         | Hàng không Hải quân Argentina Comando de Aviación Naval Argentina                                          |                                         | 1919         |
| Argentina   |                                         | Bộ chỉ huy Hàng không Lục quân Argentina Comando de Aviación del Ejército Argentino                        |                                         | 1956         |
| Argentina   |                                         | Cục không quân Bảo vệ Duyên hải Servicio de Aviación de la Prefectura Naval Argentina                      |                                         | thập kỷ 1970 |
| Argentina   |                                         | Cục không quân Bảo vệ Biên giới Dirección de Aeronáutica de Gendarmería                                    |                                         | 1955         |
| Armenia     |                                         | Không quân Armenia                                                                                         |                                         | 1994         |
| Australia   |                                         | Không quân Hoàng gia Australia                                                                             |                                         | 1921         |
| Australia   |                                         | Không lực Australia                                                                                        |                                         | 1921         |
| Australia   |                                         | Quân đoàn Bay Australia                                                                                    |                                         | 1914-1921    |
| Australia   |                                         | Binh chủng Không quân Hải quân Hoàng gia Australia                                                         |                                         | 1947         |
| Australia   |                                         | Hàng không Lục quân Australia                                                                              |                                         | 1968         |
| Austria     |                                         | Không quân Áo Österreichische Luftstreitkräfte                                                             |                                         | 1955         |
| Austria     |                                         | Luftwaffen Kommando Österreich                                                                             |                                         | 1938-1945    |
| Austria     |                                         | Heimwehr Flieger Korps                                                                                     |                                         | 1927-1938    |
| Azerbaijan  |                                         | Không quân Azerbaijan                                                                                      |                                         | 1991         |

## B
| Quốc gia             |                                         | |                                         | Thành lập |
| Quốc gia             | Phục vụ Tên chính thứcHiện nayTrước kia | Phục vụ Tên chính thứcHiện nayTrước kia | Phục vụ Tên chính thứcHiện nayTrước kia | Thành lập |
| -------------------- | --------------------------------------- | --- | --------------------------------------- | --------- |
| Bahamas              |                                         | Lực lượng Không đoàn Phòng thủ Hoàng gia Bahamas                                                                                           |                                         | 1981      |
| Bahrain              |                                         | Không quân Hoàng gia Bahrain |                                         | 2002      |
| Bahrain              |                                         | Bahrain Ameri Air Force |                                         | 1987-2002 |
| Bahrain              |                                         | Lực lượng Không đoàn Phòng thủ Bahrain |                                         | 1977-1987 |
| Ba Lan               |                                         | Không quân Ba Lan Siły Powietrzne Rzeczypospolitej Polskiej                                                                                |                                         | 2004      |
| Ba Lan               |                                         | Lực lượng Phòng không và Không quân Wojska Lotnicze i Obrony Powietrznej                                                                   |                                         | 1993-2004 |
| Ba Lan               |                                         | {{{service}}} |                                         | 1990-1993 |
| Ba Lan               |                                         | Không quân Wojska Lotnicze |                                         | 1962-1990 |
| Ba Lan               |                                         | Lực lượng Phòng không Quốc gia Wojska Obrony Powietrznej Kraju                                                                             |                                         | 1962-1990 |
| Ba Lan               |                                         | Lực lượng Phòng không và Không quân Quốc gia Wojska Lotnicze i Obrony Przeciwlotniczej Obszaru Kraju                                       |                                         | 1954-1962 |
| Ba Lan               |                                         | Không quân Wojska Lotnicze |                                         | 1947-1954 |
| Ba Lan               |                                         | Không lực Lục quân Ba Lan Lotnictwo Wojska Polskiego                                                                                       |                                         | 1945-1947 |
| Ba Lan               |                                         | {{{service}}} |                                         | 1943-1945 |
| Ba Lan               |                                         | Các phi đội từ 300-309, 315-318 và 663 thuộc Không quân Hoàng gia Anh                                                                      |                                         | 1940-1947 |
| Ba Lan               |                                         | Forces Aerienes Polonaises |                                         | 1940      |
| Ba Lan               |                                         | Không quân Wojska Lotnicze |                                         | 1918-1939 |
| Ba Lan               |                                         | Hàng không Lục quân Ba Lan Lotnictwo Wojsk Lądowych                                                                                        |                                         | 1994      |
| Ba Lan               |                                         | Hàng không Hải quân Ba Lan Lotnictwo Marynarki Wojennej                                                                                    |                                         | 1947      |
| Ba Lan               |                                         | Hàng không Biên phòng Ba Lan Lotnictwo Straży Granicznej                                                                                   |                                         | 1990      |
| CHDCND Triều Tiên    |                                         | Không quân Quân đội Nhân dân Triều Tiên |                                         | 1955      |
| Bangladesh           |                                         | Không quân Bangladesh বাংলাদেশ বিমান বাহিনী Bangladesh Biman Bahini                                                                                 |                                         | 1971      |
| Barbados             |                                         | Lực lượng Phòng thủ Barbados |                                         | 1981      |
| Belarus              |                                         | Không quân Belarus |                                         | post 1995 |
| Belarus              |                                         | Không quân Belarus |                                         | 1991-1995 |
| Bỉ                   |                                         | Không quân Bỉ Belgische Luchtmacht, Composante Air                                                                                         |                                         | 1946      |
| Bỉ                   |                                         | Militair Vliegwezen, Aviation Militaire |                                         | 1915-1940 |
| Bỉ                   |                                         | Compagnie des Ouvries et Aérostiers |                                         | 1910-1915 |
| Belize               |                                         | Lực lượng Không đoàn Phòng thủ Belize |                                         | 1983      |
| Benin                |                                         | Không quân Benin Force Aérienne Populaire de Benin                                                                                         |                                         | 1975      |
| Benin                |                                         | Không quân Dahomey Force Aérienne de Dahomey                                                                                               |                                         | 1961-1975 |
| Bhutan               |                                         | Không quân Bhutan |                                         |           |
| Bolivia              |                                         | Không quân Bolivia Fuerza Aérea Boliviana                                                                                                  |                                         | 1923      |
| Bosna và Hercegovina |                                         | Phòng không và Không quân Bosnia và Herzegovina Ваздухопловство и ПВО Zrakoplovstvo i PZO                                                  |                                         | 2007      |
| Bosna và Hercegovina |                                         | Không quân Republika Srpska Ратно Ваздухопловство и ПВО ВРС Ratno Vazduhoplovstvo i PVO VRS                                                |                                         | 1992-2007 |
| Botswana             |                                         | Lực lượng Không đoàn Phòng thủ Botswana |                                         | 1977      |
| Bồ Đào Nha           |                                         | Không quân Bồ Đào Nha Força Aérea Portuguesa                                                                                               |                                         | 1952      |
| Bồ Đào Nha           |                                         | Cục Không lực Lục quân Arma da Aeronáutica Militar                                                                                         |                                         | 1924-1952 |
| Bồ Đào Nha           |                                         | Cục Hàng không Quân sự Serviço Aeronáutico Militar                                                                                         |                                         | 1914-1924 |
| Bồ Đào Nha           |                                         | Quân đoàn Khí cầu Companhia de Aerosteiros                                                                                                 |                                         | 1911-1914 |
| Bồ Đào Nha           |                                         | Phi đội Trực thăng Hải quân Esquadrilha de Helicópteros da Marinha                                                                         |                                         | 1993      |
| Bồ Đào Nha           |                                         | Hàng không Hải quân Bồ Đào Nha Aviação Naval                                                                                               |                                         | 1957-1993 |
| Bồ Đào Nha           |                                         | Lực lượng Hàng không Hải quân Đầu tiên Forças Aeronavais                                                                                   |                                         | 1952-1957 |
| Bồ Đào Nha           |                                         | Cục Hàng không Hải quân Serviço da Aeronáutica Naval                                                                                       |                                         | 1918-1952 |
| Bồ Đào Nha           |                                         | Cục Hàng không Hải quân Serviço de Aviação da Armada                                                                                       |                                         | 1917-1918 |
| Brazil               |                                         | Không quân Brasil Força Aérea Brasileira (FAB)                                                                                             |                                         | 1941      |
| Brazil               |                                         | (Phù hiệu sử dụng trong Chiến tranh Thế giới II)                                                                                           |                                         | 1941-1945 |
| Brazil               |                                         | Không quân Quốc gia Forças Aéreas Nacionais                                                                                                |                                         | 1941      |
| Brazil               |                                         | Cục Hàng không Quân sự Serviço de Aviação Militar (AvM)                                                                                    |                                         | 1918-1941 |
| Brazil               |                                         | Hàng không Hải quân Brasil Força Aeronaval                                                                                                 |                                         | 1952      |
| Brazil               |                                         | Cục Hàng không Hải quân Serviço de Aviação Naval (AvN)                                                                                     |                                         | 1952-1941 |
| Brazil               |                                         | Hàng không Lục quân Brasil Aviação do Exército Brasileiro                                                                                  |                                         | 1986      |
| Brunei               |                                         | Không quân Hoàng gia Brunei Angkatan Tentera Udara Diraja Brunei                                                                           |                                         | 1991      |
| Brunei               |                                         | Không đoàn Lực lượng Vũ trang Hoàng gia Brunei                                                                                             |                                         | 1984-1991 |
| Brunei               |                                         | Trung đoàn Phi đội Hoàng gia Brunei Malay                                                                                                  |                                         | 1965-1984 |
| Bulgaria             |                                         | Không quân Bulgaria Български Военновъздушни Сили Balgarski Voennovazdushni Sili (BVVS)                                                    |                                         | 1992      |
| Bulgaria             |                                         | Không quân và Phòng không Bulgaria Противовъздушна отбрана и Военновъздушни сили Protivovazdushna Otbrana i Voennovazdushni Sili (PVOiVVS) |                                         | 1961-1992 |
| Bulgaria             |                                         | Không quân Quân đội Bulgaria Български Военновъздушни Сили Balgarski Voennovazdushni Sili (BVVS)                                           |                                         | 1952-1961 |
| Bulgaria             |                                         | Không quân Quân đội Bulgaria Български Военновъздушни Сили Balgarski Voennovazdushni Sily (VVS)                                            |                                         | 1949-1952 |
| Bulgaria             |                                         | Không lực Lục quân Въздушни Войски Vazdusni Voiski (VV)                                                                                    |                                         | 1945-1949 |
| Bulgaria             |                                         | {{{service}}} |                                         | 1941-1944 |
| Bulgaria             |                                         | Không quân Hoàng gia Bulgaria Vazhdushnite na Negovo Velichestvo Voiski (VNVV)                                                             |                                         | 1937-1941 |
| Bulgaria             |                                         | Ban Hàng không thuộc Bộ đường sắt, thư tín và điện báo                                                                                     |                                         | 1924-1937 |
| Bulgaria             |                                         | Bộ phận Hàng không thuộc Bộ đường sắt, thư tín và điện b                                                                                   |                                         | 1920-1924 |
| Bulgaria             |                                         | Biệt đội Máy bay Gendarmery Zhandarmeriisko Aeroplanno Otdelenie                                                                           |                                         | 1919-1920 |
| Bulgaria             |                                         | Liên đoàn Máy bay |                                         | 1918-1919 |
| Bulgaria             |                                         | Quân đoàn Hàng không Lục quân |                                         | 1915-1918 |
| Bulgaria             |                                         | Tiểu đoàn Hàng không |                                         | 1914-1915 |
| Bulgaria             |                                         | Biệt đội Hàng không |                                         | 1906-1914 |
| Bulgaria             |                                         | Hàng không Hải quân Bulgaria Aviatsia Na Bulgarskiya Voennomorski Flot (AnBVMF)                                                            |                                         | 1992      |
| Bulgaria             |                                         | Liên đội Độc lập ASW của Hải quân Otdelna Protivolodachna Eskadrila na VMF (OPLEV-VMF)                                                     |                                         | 1959-1990 |
| Bulgaria             |                                         | Hàng không Hải quân Bulgaria |                                         | 1915-1918 |
| Burkina Faso         |                                         | Không quân Burkina Faso Force Aérienne de Burkina Faso                                                                                     |                                         | 1964      |
| Burundi              |                                         | Hàng không Lục quân Burundi Force Armée du Burundi                                                                                         |                                         | 1966      |

## C
| Quốc gia                      |                                         | |                                         | Thành lập    |
| Quốc gia                      | Phục vụ Tên chính thứcHiện nayTrước kia | Phục vụ Tên chính thứcHiện nayTrước kia | Phục vụ Tên chính thứcHiện nayTrước kia | Thành lập    |
| ----------------------------- | --------------------------------------- | --- | --------------------------------------- | ------------ |
| Campuchia                     |                                         | Không quân Hoàng gia Campuchia Toap Akas Khemarak Phoumin Force Aérienne Royale Cambodge                                                      |                                         | 1993         |
| Campuchia                     |                                         | Không quân Nhân dân Kampuchea |                                         | 1984-1991    |
| Campuchia                     |                                         | Không quân Quân đội Giải phóng Kampuchea |                                         | 1977-1979    |
| Campuchia                     |                                         | Không quân Khmer Aviation Nationale Khmer |                                         | 1970-1975    |
| Campuchia                     |                                         | Không quân Hoàng gia Khmer Aviation Royale Khmere                                                                                             |                                         | 1954-1970    |
| Cameroon                      |                                         | Không quân Cameroon Armée de l'Air du Cameroun                                                                                                |                                         | 1960         |
| Canada                        |                                         | Bộ chỉ huy Lực lượng trên không Canada (AIRCOM)                                                                                               |                                         | 1968         |
| Canada                        |                                         | Không quân Hoàng gia Canada (RCAF) |                                         | 1924-1968    |
| Cape Verde                    |                                         | Không quân Cabo Verde Força Aérea Caboverdiana                                                                                                |                                         | 1982         |
| Cape Verde                    |                                         | Tuần duyên Cabo Verde Guarda Costeira de Cabo Verde                                                                                           |                                         | 1992         |
| Cộng hòa Trung Phi            |                                         | Không quân Cộng hòa Trung Phi Force Aérienne Centrafricaine                                                                                   |                                         | 1961         |
| Chad                          |                                         | Không quân Chad Force Aérienne Tchadienne |                                         | 1973         |
| Chile                         |                                         | Không quân Chile Fuerza Aérea de Chile (FACh)                                                                                                 |                                         | 1930         |
| Chile                         |                                         | Cục Hàng không Quân đội Chile Servició de Aviación Militar de Chile                                                                           |                                         | 1910-1930    |
| Chile                         |                                         | Hàng không Hải quân Chile Servicio de Aviación de la Armada de Chile (đại chúng, Aviación Naval)                                              |                                         | 1953         |
| Chile                         |                                         | Cục Hàng không Hải quân Chile Servicio de Aviación Naval de Chile                                                                             |                                         | 1919-1930    |
| Chile                         |                                         | Hàng không Lục quân Chile Comando de Aviación del Ejército de Chile (đại chúng, Aviación del Ejército)                                        |                                         | 1970         |
| Cộng hòa Nhân dân Trung Hoa   |                                         | Không quân Quân giải phóng Nhân dân 中国人民解放军空军 Zhongguo Renmin Jiefangjun Kongjun                                                     |                                         | 1949         |
| Cộng hòa Nhân dân Trung Hoa   |                                         | Liên đoàn Bay Nam Viên |                                         | 1949         |
| Cộng hòa Nhân dân Trung Hoa   |                                         | Không quân Hồng quân Trung Hoa |                                         | kh. 1930     |
| Cộng hòa Nhân dân Trung Hoa   |                                         | Không lực Hải quân Quân giải phóng Nhân dân 中国人民解放军海军航空兵 Zhongguo Renmin Jiefangjun Haijun Hangkongbing                           |                                         | 1953         |
| Colombia                      |                                         | Không quân Colombia Fuerza Aérea Colombiana                                                                                                   |                                         | 1922         |
| Colombia                      |                                         | Hàng không Hải quân Colombia Aviación Naval                                                                                                   |                                         | 1935         |
| Colombia                      |                                         | Hàng không Lục quân Colombia Aviación del Ejército                                                                                            |                                         | 1995         |
| Cộng hoà Congo Cộng hòa Congo |                                         | Không quân Congo L'Armée de l'Air du Congo |                                         | 1961         |
| Cộng hòa Dân chủ Congo        |                                         | Không quân Congo (DRC) Force Aérienne du Congo                                                                                                |                                         |              |
| Cộng hòa Dân chủ Congo        |                                         | Không quân Zaire |                                         | 1971-1997    |
| Costa Rica                    |                                         | Cục Giám sát Không trung Servicio de Vigilancia Aérea (SVA) - Fuerza Pública                                                                  |                                         | 1994         |
| Costa Rica                    |                                         | Bộ phận Không trung Bộ an ninh chung Costa Rica Sección Aérea del Ministerio de Seguridad Pública                                             |                                         | 1964-1994    |
| Costa Rica                    |                                         | Bộ phận Không trung Cảnh sát Costa Rica Sección Aérea de la Guardia Civil                                                                     |                                         | 1957-1964    |
| Costa Rica                    |                                         | Không quân Costa Rica Fuerza Aérea Costarricense                                                                                              |                                         | 1955-1957    |
| Costa Rica                    |                                         | Không quân Quân đội Costa Rica Fuerza Aérea Militar                                                                                           |                                         | 1947/48-1949 |
| Côte d'Ivoire                 |                                         | Không quân Côte d'Ivoire Force Aérienne de la Côte d'Ivoire                                                                                   |                                         | kh. 1965     |
| Croatia                       |                                         | Quốc phòng và Không quân Croatia Hrvatsko Ratno Zrakoplovstvo i Protuzracna Obrana                                                            |                                         | 1991         |
| Croatia                       |                                         | Kroatische Luftwaffen Legion |                                         | 1941-1945    |
| Cuba                          |                                         | Không quân Cách mạng Cuba Fuerza Aérea Revolucionaria                                                                                         |                                         | 1959         |
| Cuba                          |                                         | Không quân Khởi nghĩa Cuba Fuerza Aérea Rebelde                                                                                               |                                         | 1958         |
| Cuba                          |                                         | Không quân Lục quân Cuba Fuerza Aérea del Ejército de Cuba                                                                                    |                                         | 1952-1958    |
| Cuba                          |                                         | Không lực Lục quân Cuba Cuerpo de Aviación del Ejército de Cuba                                                                               |                                         | 1934-1952    |
| Cuba                          |                                         | Không lực Lục quân Cuba Cuerpo Aéreo del Ejército de Cuba                                                                                     |                                         | 1915-1934    |
| Cuba                          |                                         | Không lực Lục quân Cuba Cuerpo de Aviación del Ejército de Cuba                                                                               |                                         | 1913-1915    |
| Cuba                          |                                         | Hàng không Hải quân Cuba Aviación Naval |                                         | 1934-1952    |
| Séc                           |                                         | Không quân Séc Vzdušné síly armády České republiky                                                                                            |                                         | 1993         |
| Macedonia                     |                                         | Lực lượng Phòng không và Không quân Macedonia Военно Воздухопловство и Противвоздушна Одбрана Voeno Vozduhoplovstvo i Protivvozdushna Odbrana |                                         | 1992         |
| Djibouti                      |                                         | Không quân Djibouti Force Aérienne du Djibouti                                                                                                |                                         | 1977         |
| Cộng hòa Dominica             |                                         | Không quân Dominican Fuerza Aérea Dominicana (FAD)                                                                                            |                                         | 1962         |
| Cộng hòa Dominica             |                                         | Hàng không Quân đội Dominican Aviación Militar Dominicana (AMD)                                                                               |                                         | 1957-1962    |
| Cộng hòa Dominica             |                                         | Không quân Dominican Fuerza Aérea Dominicana (FAD)                                                                                            |                                         | 1955-1957    |
| Cộng hòa Dominica             |                                         | Hàng không Quân đội Dominican Aviación Militar Dominicana (AMD)                                                                               |                                         | 1952-1955    |
| Cộng hòa Dominica             |                                         | Không quân Dominican Fuerza Aérea Dominicana (FAD)                                                                                            |                                         | 1950-1952    |
| Cộng hòa Dominica             |                                         | Không lực Quân đội Dominican (DMAC) El Cuerpo de Aviación Militar Dominicana (CAMD/AMD)                                                       |                                         | 1948-1950    |
| Cộng hòa Dominica             |                                         | Phi đội Kỵ binh Trên không Escuadrón de Caballería Aérea (EdCA)                                                                               |                                         | 2002         |
| Cộng hòa Dominica             |                                         | Lữ đoàn Kỵ binh Vận tải Trên không Brigada de Caballería Aerotransportada                                                                     |                                         | 2001-2002    |
| Cộng hòa Dominica             |                                         | Đại đội Hàng không Lục quân Quốc gia Compañía de Aviación del Ejército Nacional                                                               |                                         | 1942-1948    |
| Cộng hòa Dominica             |                                         | Đại đội Hàng không Lục quân Dominican Compañía de Aviación del Ejército Dominicano                                                            |                                         | 1939-1942    |
| Cộng hòa Dominica             |                                         | Biệt đội Hàng không Lục quân Quốc gia Destacamento de Aviación del Ejército Nacional                                                          |                                         | 1936-1939    |
| Cộng hòa Dominica             |                                         | Quân chủng Không quân, Đại đội Vận tải Trên không Quốc gia Compañía Nacional de Transporte Aérea, Arma de Aviación                            |                                         | 1934-1935    |
| Cộng hòa Dominica             |                                         | Đại đội Hàng không Compañía de Aviación |                                         | 1933-1934    |
| Cộng hòa Dominica             |                                         | Quân chủng Không quân Lục quân Quốc gia Arma de Aviación del Ejército Nacional                                                                |                                         | 1932-1933    |
| Cộng hòa Dominica             |                                         | Không lực Hải quân Cộng hòa Dominican Cuerpo de Aviación Naval Dominicana                                                                     |                                         | 2003         |
| Cộng hòa Dominica             |                                         | Phi đội Cứu hộ và Tìm kiếm Tuần duyên Escuadrón de Vigilancia y Rescate de Guardacostas                                                       |                                         | 1951-1952    |

## D
| Quốc gia |                                         | |                                         | Thành lập |
| Quốc gia | Phục vụ Tên chính thứcHiện nayTrước kia | Phục vụ Tên chính thứcHiện nayTrước kia                                                               | Phục vụ Tên chính thứcHiện nayTrước kia | Thành lập |
| -------- | --------------------------------------- | --- | --------------------------------------- | --------- |
| Đan Mạch |                                         | Không quân Hoàng gia Đan Mạch Flyvevåbnet                                                             |                                         | 1950      |
| Đan Mạch |                                         | Không lực Lục quân Hoàng gia Đan Mạch Hærens Flyvertropper                                            |                                         | 1912-1950 |
| Đan Mạch |                                         | Hàng không Hải quân Hoàng gia Đan Mạch Marinens Flyvevæsen                                            |                                         | 1911-1950 |
| Đan Mạch |                                         | Cục Trực thăng Hải quân Hoàng gia Đan Mạch Søværnets Helikoptertjeneste                               |                                         | 2003      |
| Đan Mạch |                                         | Cục Máy bay Hải quân Hoàng gia Đan Mạch Søværnets Flyvetjeneste (SVF)                                 |                                         | 1962-2003 |
| Đức      |                                         | Không quân Đức Luftwaffe                                                                              |                                         | 1955      |
| Đức      |                                         | Không quân Đông Đức Luftstreitkräfte der Nationalen Volksarmee                                        |                                         | 1956-1990 |
| Đức      |                                         | Không quân Đức Luftwaffe                                                                              |                                         | 1935-1945 |
| Đức      |                                         | Marineluftschiffe-Abteilung                                                                           |                                         | 1912-1919 |
| Đức      |                                         | Die Marinefliegerabteilung des deutschen Kaiserreiches                                                |                                         | 1911-1919 |
| Đức      |                                         | Cục Không quân Lục quân Đế quốc Đức Luftstreitkräfte (Die Fliegertruppen des deutschen Kaiserreiches) |                                         | 1910-1919 |
| Đức      |                                         | Heeresluftschiffe-Abteilung                                                                           |                                         | 1909-1917 |
| Đức      |                                         | Hàng không Hải quân Đức Marineflieger                                                                 |                                         | 1955      |
| Đức      |                                         | Quân đoàn Phi công Lục quân Đức Heeresfliegertruppe                                                   |                                         | 1955      |

## E
| Quốc gia    |                                         |                                                                                 |                                         | Thành lập  |
| Quốc gia    | Phục vụ Tên chính thứcHiện nayTrước kia | Phục vụ Tên chính thứcHiện nayTrước kia                                         | Phục vụ Tên chính thứcHiện nayTrước kia | Thành lập  |
| ----------- | --------------------------------------- | ------------------------------------------------------------------------------- | --------------------------------------- | ---------- |
| Ecuador     |                                         | Không quân Ecuador Fuerza Aérea Ecuatoriana (FAE)                               |                                         | 1944       |
| Ecuador     |                                         | Không lực Lục quân Ecuador Fuerza Aérea del Ejército Equatoriana (FAEE)         |                                         | 1935-1944  |
| Ecuador     |                                         | Quân đoàn Phi công Lục quân Quân đội Cuerpo de Aviadores Militares del Ejército |                                         | 1927-1935  |
| Ecuador     |                                         | Đại đội Hàng không Lục quân Compañia de Aviación del Ejército                   |                                         | 1925-1927  |
| Ecuador     |                                         | Trường Hàng không Quân đội Escuela Militar de Aviación                          |                                         | 1920-1925  |
| Ecuador     |                                         | Hàng không Hải quân Ecuador Aviación Naval Ecuatoriana (ANE)                    |                                         | 1967       |
| Ecuador     |                                         | Hàng không Lục quân Ecuador Aviación del Ejército Ecuatoriano (AEE)             |                                         | 1978       |
| Ecuador     |                                         | Cục Không quân Lục quân Ecuador Servicio Aéreo del Ejército (SAE)               |                                         | 1954-1978  |
| El Salvador |                                         | Không quân El Salvador Fuerza Aérea Salvadoreña (FAS)                           |                                         | 1946       |
| El Salvador |                                         | Không lực Lục quân Salvador Fuerza Aérea Ejército de Salvador (FAES)            |                                         | 1927-1946  |
| El Salvador |                                         | Quân đoàn Hàng không Salvador Cuerpo de la Aviación Salvadoreña                 |                                         | 1925-1927  |
| El Salvador |                                         | Phi đội Không quân Salvador Flotilla Aérea Salvadoreña                          |                                         | 1923-1925  |
| El Salvador |                                         | Cục Hàng không Quân đội El Salvador Servicio de Aviación Militar de Salvador    |                                         | 1922-1923  |
| Eritrea     |                                         | Không quân Eritrea                                                              |                                         | 1994       |
| Estonia     |                                         | Không quân Estonia Eesti Õhuvägi                                                |                                         | 1991       |
| Estonia     |                                         | đơn vị thuộc Luftwaffe                                                          |                                         | 1943-1944  |
| Estonia     |                                         | Sonderstaffel Buschmann                                                         |                                         | 1942-1943  |
| Estonia     |                                         | Phi đội Máy bay Quân đoàn Địa phương Hồng quân                                  |                                         | 1940-1941  |
| Estonia     |                                         | Trung đoàn Hàng không                                                           |                                         | 1920?-1940 |
| Estonia     |                                         | Đại đội Hàng không                                                              |                                         | 1918-1920? |
| Ethiopia    |                                         | Không quân Ethiopia Ye Ithopya Ayer Hayl                                        |                                         | 1975       |
| Ethiopia    |                                         | Không quân Đế quốc Ethiopia                                                     |                                         | 1946-1975  |
| Ethiopia    |                                         | Hàng không Đế quốc Ethiopia                                                     |                                         | 1929-1935  |

## F
| Quốc gia |                                         |                                             |                                         | Thành lập |
| Quốc gia | Phục vụ Tên chính thứcHiện nayTrước kia | Phục vụ Tên chính thứcHiện nayTrước kia     | Phục vụ Tên chính thứcHiện nayTrước kia | Thành lập |
| -------- | --------------------------------------- | ------------------------------------------- | --------------------------------------- | --------- |
| Fiji     |                                         | không có                                    |                                         |           |
| Fiji     |                                         | Không đoàn Lực lượng quân đội Cộng hòa Fiji |                                         | 1987-1998 |

## G
| Quốc gia     |                                         |                                                                                       |                                         | Thành lập |
| Quốc gia     | Phục vụ Tên chính thứcHiện nayTrước kia | Phục vụ Tên chính thứcHiện nayTrước kia                                               | Phục vụ Tên chính thứcHiện nayTrước kia | Thành lập |
| ------------ | --------------------------------------- | ------------------------------------------------------------------------------------- | --------------------------------------- | --------- |
| Gabon        |                                         | Không quân Gabon Armée de l'Air Gabonaise                                             |                                         | 1961      |
| Gambia       |                                         | Không quân Gambia                                                                     |                                         | kh. 2003? |
| Gruzia       |                                         | Không quân Gruzia                                                                     |                                         | 1990      |
| Ghana        |                                         | Không quân Ghana                                                                      |                                         | 1959      |
| Guatemala    |                                         | Không quân Guatemala Fuerza Aérea Guatemalteca (FAG)                                  |                                         | 1948      |
| Guatemala    |                                         | Quân đoàn Hàng không Quân đội Cuerpo de Aeronáutica Militar (CAM)                     |                                         | 1935-1948 |
| Guatemala    |                                         | Quân đoàn Hàng không Quân đội Guatemala Cuerpo de Aviación Militar de Guatemala (CAM) |                                         | 1929-1935 |
| Guatemala    |                                         | Không quân Guatemala Fuerza Aérea Guatemalteca (FAG)                                  |                                         | 1921-1929 |
| Guatemala    |                                         | Quân đoàn Hàng không Lục quân Cuerpo de Aviación de Ejército                          |                                         | 1914-1921 |
| Guinée       |                                         | Không quân Guinée Force Aérienne de Guinée                                            |                                         | 1959      |
| Guiné-Bissau |                                         | Không quân Guiné-Bissau Força Aérea da Guiné-Bissau                                   |                                         | 1978      |
| Guyana       |                                         | Lực lượng Quốc phòng Guyana                                                           |                                         | 1968      |

## H
| Quốc gia |                                         |                                                                                            |                                         | Thành lập  |
| Quốc gia | Phục vụ Tên chính thứcHiện nayTrước kia | Phục vụ Tên chính thứcHiện nayTrước kia                                                    | Phục vụ Tên chính thứcHiện nayTrước kia | Thành lập  |
| -------- | --------------------------------------- | ------------------------------------------------------------------------------------------ | --------------------------------------- | ---------- |
| Hà Lan   |                                         | Không quân Hoàng gia Hà Lan Koninklijke Luchtmacht                                         |                                         | 1953       |
| Hà Lan   |                                         | {{{service}}}                                                                              |                                         | 1939-1940  |
| Hà Lan   |                                         | Luchtvaartafdeling                                                                         |                                         | 1913-1940  |
| Hà Lan   |                                         | Hàng không Hải quân Hà Lan Marineluchtvaartdienst                                          |                                         | 1917       |
| Haiti    |                                         | Không lực Haiti Corps d'Aviation d'Garde d'Haiti                                           |                                         | 1942       |
| Hàn Quốc |                                         | Không quân Hàn Quốc 대한민국 공군 (大韓民國空軍) Daehan Minguk Gonggun                     |                                         | 1949       |
| Hoa Kỳ   |                                         | Không quân Hoa Kỳ                                                                          |                                         | 1947       |
| Hoa Kỳ   |                                         | {{{service}}}                                                                              |                                         | 1947-1990? |
| Hoa Kỳ   |                                         | Không lực Lục quân Hoa Kỳ                                                                  |                                         | 1943-1947  |
| Hoa Kỳ   |                                         | {{{service}}}                                                                              |                                         | 1942-1943  |
| Hoa Kỳ   |                                         | {{{service}}}                                                                              |                                         | 1941-1942  |
| Hoa Kỳ   |                                         | Quân đoàn Không lực Lục quân Hoa Kỳ                                                        |                                         | 1926-1941  |
| Hoa Kỳ   |                                         | Cục Không lực Lục quân Hoa Kỳ                                                              |                                         | 1917-1926  |
| Hoa Kỳ   |                                         | Nhánh Hàng không Lục quân                                                                  |                                         | 1947       |
| Hoa Kỳ   |                                         | Hàng không Hải quân Hoa Kỳ                                                                 |                                         | 1911       |
| Hoa Kỳ   |                                         | {{{service}}}                                                                              |                                         | 1947-1990? |
| Hoa Kỳ   |                                         | {{{service}}}                                                                              |                                         | 1943-1947  |
| Hoa Kỳ   |                                         | {{{service}}}                                                                              |                                         | 1942-1943  |
| Hoa Kỳ   |                                         | {{{service}}}                                                                              |                                         | 1926-1942  |
| Hoa Kỳ   |                                         | Hàng không Thủy quân Lục chiến Hoa Kỳ                                                      |                                         | 1912       |
| Honduras |                                         | Không quân Honduras Fuerza Aérea Hondureña                                                 |                                         | 1954       |
| Honduras |                                         | Không quân Honduras & Trường Hàng không Quân sự Fuerza Aérea y Escuela de Aviación Militar |                                         | 1936-1954  |
| Honduras |                                         | Trường Hàng không Quốc gia Escuela Nacional de Aviación (ENA)                              |                                         | 1931-1936  |
| Hungary  |                                         | Không quân Hungary Magyar Légierő                                                          |                                         | 1989       |
| Hungary  |                                         | Không quân Quân đội Nhân dân Hungary Magyar Néphadsereg légiereje                          |                                         | 1947-1989  |
| Hungary  |                                         | Không quân Phòng thủ Quốc gia Hoàng gia Hungary Magyar Királyi Honvéd Légierő              |                                         | 1939-1945  |
| Hy Lạp   |                                         | Không quân Hy Lạp Πολεμική Αεροπορία Polemiki Aeroporia                                    |                                         | 1930       |
| Hy Lạp   |                                         | Hàng không Lục quân Hy Lạp Αεροπορία Στρατού Aeroporia Stratou                             |                                         | 1956       |
| Hy Lạp   |                                         | Hàng không Hải quân Hy Lạp Πολεμικό Ναυτικό Polemiko Navtiko                               |                                         | 1976       |
| Hy Lạp   |                                         | Tuần duyên Hy Lạp Λιμενικό Σώμα Limeniko Soma                                              |                                         | 1982       |

## I
Với Ivory Coast, xem Côte d'Ivoire.
| Quốc gia  |                                         |                                                                                        |                                         | Thành lập  |
| Quốc gia  | Phục vụ Tên chính thứcHiện nayTrước kia | Phục vụ Tên chính thứcHiện nayTrước kia                                                | Phục vụ Tên chính thứcHiện nayTrước kia | Thành lập  |
| --------- | --------------------------------------- | -------------------------------------------------------------------------------------- | --------------------------------------- | ---------- |
| Iceland   |                                         | Hệ thống Phòng không Iceland Íslenska Loftvarnarkerfið                                 |                                         | 1987       |
| Iceland   |                                         | Sư đoàn Hàng không Tuần duyên Iceland Landhelgisgæsla Íslands                          |                                         | 1955       |
| Indonesia |                                         | Không quân Indonesia Tentara Nasional Indonesia Angkatan Udara (TNI-AU)                |                                         | 1974       |
| Indonesia |                                         | Không quân Cộng hòa Indonesia Angkatan Udara Republik Indonesia (AURI)                 |                                         | 1946-1974  |
| Indonesia |                                         | Hàng không Hải quân Indonesia Dinas Penerbangan TNI Angkatan Laut (TNI-AL)             |                                         | 1974       |
| Indonesia |                                         | Cục Hàng không Hải quân Indonesia Dinas Penerbangan Angkatan Laut RI (ALRI)            |                                         | 1956-1974  |
| Indonesia |                                         | Hàng không Lục quân Indonesia Dinas Penerbangan TNI Angkatan Darat (TNI-AD)            |                                         | 1974       |
| Indonesia |                                         | Cục Hàng không Lục quân Indonesia Dinas Penerbangan Angkatan Darat RI (DINAS PENERBAD) |                                         | 1959-1974  |
| Iran      |                                         | Không quân Cộng hòa Hồi giáo Iran نیروی هوایی ارتش جمهوری اسلامی ایران                 |                                         | 1979       |
| Iran      |                                         | Không quân Đế quốc Iran Nirou Havai Shahanshahiye Iran                                 |                                         | 1925-1979  |
| Iraq      |                                         | Không quân Iraq Al Quwwat al-Jawwiya al-Iraqiya                                        |                                         | 1958       |
| Iraq      |                                         | Không quân Hoàng gia Ira                                                               |                                         | 1931-?1958 |
| Ireland   |                                         | Không lực Ireland Aer-Chór na h-Éireann                                                |                                         | 1922       |
| Israel    |                                         | Không quân Israel חיל האוויר Heyl Ha'Avir                                              |                                         | 1948       |
| Israel    |                                         | Haganah Sherut Avir                                                                    |                                         | 1947-1948  |
| Ý         |                                         | Không quân Italy Aeronautica Militare                                                  |                                         | 1946       |
| Ý         |                                         | Không quân Đồng minh Italy Aviazione Cobelligerante ed Aeronautica Militare Italiana   |                                         | 1943-1946  |
| Ý         |                                         | Aviazione Nazionale Repubblicana                                                       |                                         | 1943-1944  |
| Ý         |                                         | Règia Aeronautica                                                                      |                                         | 1923-1943  |
| Ý         |                                         | Hàng không Hải quân Hoàng gia Aviazione della Règia Marina                             |                                         | 1912-1923  |
| Ý         |                                         | Quân đoàn Hàng không Quân sự Corpo Aeronautico Militare                                |                                         | 1911-1923  |
| Ý         |                                         | Quân đoàn Khí cầu Servizio Aeronautico                                                 |                                         | 1884-?1911 |
| Ý         |                                         | Hàng không Hải quân Italy Aviazione Navale                                             |                                         | 1956       |
| Ý         |                                         | Hàng không Lục quân Italy Cavalleria dell'Aria                                         |                                         | 1951       |
| Ý         |                                         | Cục Không trung Lực lượng Cảnh sát Bán quân sự Italy Nucleo Elicotteri Carabinieri     |                                         | 1965       |

## J
| Quốc gia |                                         |                                                                         |                                         | Thành lập |
| Quốc gia | Phục vụ Tên chính thứcHiện nayTrước kia | Phục vụ Tên chính thứcHiện nayTrước kia                                 | Phục vụ Tên chính thứcHiện nayTrước kia | Thành lập |
| -------- | --------------------------------------- | ----------------------------------------------------------------------- | --------------------------------------- | --------- |
| Jamaica  |                                         | Lực lượng Phòng thủ Jamaica                                             |                                         | 1963      |
| Jamaica  |                                         | Phi đội Jamaica                                                         |                                         | 1963      |
| Jordan   |                                         | Không quân Hoàng gia Jordan Al Quwwat al-Jawwiya Almalakiya al-Urduniya |                                         | 1955      |
| Jordan   |                                         | Không quân Lê dương Arab                                                |                                         | 1946-1955 |

## K
| Quốc gia   |                                         |                                                                               |                                         | Thành lập |
| Quốc gia   | Phục vụ Tên chính thứcHiện nayTrước kia | Phục vụ Tên chính thứcHiện nayTrước kia                                       | Phục vụ Tên chính thứcHiện nayTrước kia | Thành lập |
| ---------- | --------------------------------------- | ----------------------------------------------------------------------------- | --------------------------------------- | --------- |
| Kazakhstan |                                         | Lực lượng Phòng không Kazakhstan Sil Vozdushnoy Oborony Respubliki Kazakhstan |                                         | 1992      |
| Kenya      |                                         | Không quân Kenya                                                              |                                         | 1964      |
| Kuwait     |                                         | Không quân Kuwait Al-Quwwat al-Jawwiya al-Kuwaitiya                           |                                         | 1988      |
| Kuwait     |                                         | Phòng không và Không quân Kuwait                                              |                                         | 1961      |
| Kyrgyzstan |                                         | Không quKyrgyzstan                                                            |                                         | 1991      |

## L
| Quốc gia   |                                         |                                                                        |                                         | Thành lập  |
| Quốc gia   | Phục vụ Tên chính thứcHiện nayTrước kia | Phục vụ Tên chính thứcHiện nayTrước kia                                | Phục vụ Tên chính thứcHiện nayTrước kia | Thành lập  |
| ---------- | --------------------------------------- | ---------------------------------------------------------------------- | --------------------------------------- | ---------- |
| Lào        |                                         | Không quân Quân Giải phóng Nhân dân Lào                                |                                         | 1975       |
| Lào        |                                         | Không quân Hoàng gia Lào                                               |                                         | 1960-1975  |
| Lào        |                                         | Aviation Laotienne                                                     |                                         | 1955-1960  |
| Latvia     |                                         | Không quân Latvia Latvijas Gaisaspeki                                  |                                         | 1991       |
| Latvia     |                                         | {{{service}}}                                                          |                                         | 1926-1940  |
| Liban      |                                         | Không quân Liban Al Quwwat al-Jawwiya al-Lubnamia                      |                                         | 1945       |
| Lesotho    |                                         | Phi đội Phòng thủ Lesotho                                              |                                         | kh. 1988   |
| Liberia    |                                         | Không đoàn Lục quân Liberia                                            |                                         | 1987       |
| Libya      |                                         | Không quân Libya Al Quwwatal Jawwiya al Jamahiriya al Arabia al Libyya |                                         | 1978       |
| Libya      |                                         | Không quân Cộng hòa Ả-rập Libya                                        |                                         | 1970-1978? |
| Libya      |                                         | Không quân Hoàng gia Libya Al Quwwat al Jawwiya al Malakiya al Libiyya |                                         | 1951-1970  |
| Litva      |                                         | Không quân Lithuania Karinės Oro Pajėgos                               |                                         | 1992       |
| Luxembourg |                                         | Lực lượng Cảnh báo sớm Trên không NATO                                 |                                         | 1982       |

## M
| Quốc gia   |                                         | |                                         | Thành lập         |
| Quốc gia   | Phục vụ Tên chính thứcHiện nayTrước kia | Phục vụ Tên chính thứcHiện nayTrước kia | Phục vụ Tên chính thứcHiện nayTrước kia | Thành lập         |
| ---------- | --------------------------------------- | --- | --------------------------------------- | ----------------- |
| Madagascar |                                         | Không quân Madagascar Armée de l'Air Malgache                                                                                              |                                         | 1961              |
| Malawi     |                                         | Không đoàn Lục quân Malawi |                                         | 1978              |
| Malawi     |                                         | Quân chủng Không quân Thanh niên Tiên phong Malawi                                                                                         |                                         | 1970-1978         |
| Malaysia   |                                         | Không quân Hoàng gia Malaysia Tentera Udara Diraja Malaysia                                                                                |                                         | 1963              |
| Malaysia   |                                         | Không quân Hoàng gia Mã Lai Tentera Udara Diraja Persekutuan                                                                               |                                         | 1958-1963         |
| Mali       |                                         | Không quân Mali Force Aérienne de la République du Mali                                                                                    |                                         | 1961              |
| Malta      |                                         | Phi đội thuộc Trung đoàn Lục quân số 2 Malta                                                                                               |                                         | 1992              |
| Mauritanie |                                         | Không quân Mauritania Force Aérienne de la Islamique de Mauritanie                                                                         |                                         | 1961              |
| Mauritius  |                                         | Tuần duyên Mauritius |                                         | 1987              |
| Mauritius  |                                         | Không đoàn Cảnh sát Biển Mauritius |                                         | 1970-1987         |
| México     |                                         | Không quân Mexico Fuerza Aérea Mexicana |                                         | 1915              |
| México     |                                         | Hàng không Hải quân Mexico Fuerza Aeronaval                                                                                                |                                         | 1926              |
| Moldova    |                                         | Không quân Moldova |                                         | 1991              |
| Mông Cổ    |                                         | Bộ chỉ huy Lực lượng Phòng không Mông Cổ Agaaryn Dovtolgoonoos Khamgaalakh Tsergiyn Komandlal                                              |                                         | 1993              |
| Mông Cổ    |                                         | Không quân Nhân dân Mông Cổ |                                         | 1925-1993         |
| Montenegro |                                         | Không quân Montenegro Vazdušne snage Crne Gore                                                                                             |                                         | 2006              |
| Maroc      |                                         | Không quân Hoàng gia Maroc القوات الجوية الملكية المغربية Al Quwwat Al Jawwiya Al Malikiya Al Maghrebiya (Force Aérienne Royale Marocaine) |                                         | 1961              |
| Maroc      |                                         | Hàng không Hoàng gia Sherifan Aviation Royale Chérifienne                                                                                  |                                         | 1956-1961         |
| Mozambique |                                         | Không quân Mozambique Força Aérea de Moçambique                                                                                            |                                         | kh. 1976/77?      |
| Mozambique |                                         | Không quân Giải phóng Nhân dân Mozambique Força Populare Aérea de Libertação de Moçambique                                                 |                                         | 1975-kh. 1976/77? |
| Myanmar    |                                         | Không quân Myanmar Tatmdaw Lei |                                         | 1947              |

## N
| Quốc gia    |                                                               | |                                         | Thành lập         |
| Quốc gia    | Phục vụ Tên chính thứcHiện nayTrước kia                       | Phục vụ Tên chính thứcHiện nayTrước kia                                                                            | Phục vụ Tên chính thứcHiện nayTrước kia | Thành lập         |
| ----------- | ------------------------------------------------------------- | --- | --------------------------------------- | ----------------- |
| Na Uy       |                                                               | Không quân Hoàng gia Na Uy Kongelige Norske Luftforsvaret                                                          |                                         | 1944              |
| Na Uy       |                                                               | Phi đội 331 và 332 thuộc Không quân Hoàng gia                                                                      |                                         | 1942-1945         |
| Na Uy       |                                                               | Cục Không lực Lục quân Hærens Flyvevesen                                                                           |                                         | 1915-1944         |
| Na Uy       |                                                               | Cục Không lực Hải quân Marinens Flyvevesen                                                                         |                                         | 1916-1944         |
| Namibia     |                                                               | Không quân Namibia                                                                                                 |                                         | 2005              |
| Namibia     |                                                               | Không đoàn Lực lượng Phòng thủ Namibia                                                                             |                                         | 1994-2005         |
| Nam Phi     |                                                               | Không quân Nam Phi Suid-Afrikaanse Lugmag                                                                          |                                         | 1920              |
| Nam Phi     |                                                               | Không lực Nam Phi                                                                                                  |                                         | 1915-1920         |
| Nepal       |                                                               | Không đoàn Lục quân Hoàng gia Nepal                                                                                |                                         | 1979              |
| Nepal       |                                                               | Cục Không lực Lục quân Hoàng gia Nepal                                                                             |                                         | 1965-1979         |
| New Zealand |                                                               | Không quân Hoàng gia New Zealand                                                                                   |                                         | 1934              |
| New Zealand |                                                               | Phi đội New Zealand thuộc RAF số 75, 485, 486, 487, 488, 489, 490                                                  |                                         | 1939-1945         |
| New Zealand |                                                               | Không quân Lãnh thổ New Zealand                                                                                    |                                         | 1930-1957         |
| New Zealand |                                                               | Không quân Thường trực New Zealand                                                                                 |                                         | 1923-1934         |
| New Zealand |                                                               | Quân đoàn Máy bay Lục quân New Zealand                                                                             |                                         | 1913-1923         |
| Nicaragua   |                                                               | Không lực Lục quân Nicaragua Fuerza Aérea – Ejército de Nicaragua                                                  |                                         | 1995              |
| Nicaragua   |                                                               | Không quân Nicaragua Fuerza Aérea Nicaraguënse                                                                     |                                         | 1990-1995         |
| Nicaragua   |                                                               | Không quân Sandanista Fuerza Aérea Sandinista                                                                      |                                         | 1979-1990         |
| Nicaragua   |                                                               | Không quân Nicaragua Fuerza Aérea de Nicaragua                                                                     |                                         | kh. 1950-1979     |
| Nicaragua   |                                                               | Không quân Vệ binh Nicaragua Fuerza Aérea Guardia de Nicaragua                                                     |                                         | kh. 1947-kh. 1950 |
| Nicaragua   |                                                               | Không quân Vệ binh Quốc gia Fuerza Aérea de la Guardia Nacional                                                    |                                         | 1938-kh. 1947     |
| Nicaragua   |                                                               | Không lực Vệ binh Quốc gia Cuerpo de Aviación de la Guardia Nacional                                               |                                         | 1936-1938         |
| Nicaragua   |                                                               | Quân đoàn Hàng không Quân sự Cuerpo Militar de Aviación                                                            |                                         | 1926-1936         |
| Nicaragua   |                                                               | Vệ binh Quốc gia Guardia Nacional                                                                                  |                                         | 1920-1926         |
| Niger       |                                                               | Phi đội Quốc gia Niger Escadrille Nationale du Niger                                                               |                                         | 2003              |
| Niger       |                                                               | Không quân Niger Force Aérienne du Niger                                                                           |                                         | 1961-2003?        |
| Nigeria     |                                                               | Không quân Nigeria                                                                                                 |                                         | 1964              |
| Nga         |                                                               | Không quân Nga Военно-воздушные cилы России Voyenno-Vozdushnye Sily Rossii                                         |                                         | 1991              |
| Nga         |                                                               | Không quân Xô viết Военно-воздушные силы Voenno-Vozdushnye Sily                                                    |                                         | 1918-1991         |
| Nga         |                                                               | Không quân Đế quốc Nga Императорский военно-воздушный флот Pre-reform Russian:Императорскiй военно-воздушный флотъ |                                         | 1910-1917         |
| Nga         |                                                               | Hàng không Hải quân Nga Авиация Военно-Морского Флота Aviatsiya Voyenno-Morskogo Flota                             |                                         | 1991              |
| Nhật Bản    |                                                               | Lực lượng Phòng vệ Trên không Nhật Bản 航空自衛隊 Kōkū Jieitai                                                     |                                         | 1954              |
| Nhật Bản    | Lực lượng Phòng vệ Biển Nhật Bản 海上自衛隊 Kaijō Jieitai     | |                                         |                   |
| Nhật Bản    |                                                               | Cục Không lực Hải quân Đế quốc Nhật Bản 大日本帝国海軍航空本部 Dai-Nippon Teikoku Kaigun Kōkū Hombu                |                                         | 1910-1945         |
| Nhật Bản    | Lực lượng Phòng vệ Mặt đất Nhật Bản 陸上自衛隊 Rikujō Jieitai | |                                         |                   |
| Nhật Bản    |                                                               | Cục Không lực Lục quân Đế quốc Nhật Bản 大日本帝国陸軍航空本部 Dai-Nippon Teikoku Rikugun Kōkū Hombu               |                                         | 1910-1945         |

## O
| Quốc gia |                                         |                                                                             |                                         | Thành lập |
| Quốc gia | Phục vụ Tên chính thứcHiện nayTrước kia | Phục vụ Tên chính thứcHiện nayTrước kia                                     | Phục vụ Tên chính thứcHiện nayTrước kia | Thành lập |
| -------- | --------------------------------------- | --------------------------------------------------------------------------- | --------------------------------------- | --------- |
| Oman     |                                         | Không quân Hoàng gia Oman (RAFO) Al Quwwat al-Jawwiya al-Sultanya al-Omanya |                                         | 1990      |
| Oman     |                                         | Không quân Nhà vua Oman (SOAF)                                              |                                         | 1959-1990 |
| OECS     |                                         | Hệ thống Anh ninh Địa phương                                                |                                         | 1999      |

## P
| Quốc gia         |                                         | |                                         | Thành lập |
| Quốc gia         | Phục vụ Tên chính thứcHiện nayTrước kia | Phục vụ Tên chính thứcHiện nayTrước kia                                                                       | Phục vụ Tên chính thứcHiện nayTrước kia | Thành lập |
| ---------------- | --------------------------------------- | --- | --------------------------------------- | --------- |
| Pakistan         |                                         | Không quân Pakistan پاکستانی فضائيہ                                                                           |                                         | 1956      |
| Pakistan         |                                         | Không quân Hoàng gia Pakistan                                                                                 |                                         | 1947-1956 |
| Pakistan         |                                         | Không đoàn Lục quân                                                                                           |                                         | 1958      |
| Pakistan         |                                         | Binh chủng Không quân Hải quân Pakistan                                                                       |                                         | 1973      |
| Panamá           |                                         | Không quân Panama Servicio Aéreo Nacional                                                                     |                                         | 1983      |
| Papua New Guinea |                                         | Không quân Papua New Guinea                                                                                   |                                         | 1974      |
| Paraguay         |                                         | Không quân Paraguay Aeronautica Militar Paraguaya                                                             |                                         | 1989      |
| Perú             |                                         | Không quân Peru Fuerza Aérea del Perú                                                                         |                                         | 1950      |
| Perú             |                                         | Quân đoàn Hàng không Peru Cuerpo Aeronáutico del Perú                                                         |                                         | 1936-1950 |
| Perú             |                                         | Quân đoàn Hàng không Peru Cuerpo de Aviación del Perú                                                         |                                         | 1929-1936 |
| Perú             |                                         | Hàng không Hải quân Peru Fuerza Aviación Naval                                                                |                                         | 1980      |
| Perú             |                                         | Cục Hàng không Hải quân Servicio Aeronaval                                                                    |                                         | 1963-1980 |
| Perú             |                                         | Hàng không Lục quân Peru Aviación del Ejército                                                                |                                         | 1977      |
| Perú             |                                         | Liên đoàn Hàng không Hạng nhẹ Lục quân Grupo de Aviación Ligera del Ejército                                  |                                         | 1973-1977 |
| Pháp             |                                         | Không quân Pháp Armée de l'Air                                                                                |                                         | 1933      |
| Pháp             |                                         | Phi đội Normandie-Niémen Groupe de Chasse Normandie-Niémen                                                    |                                         | 1942-1945 |
| Pháp             |                                         | Phi đội 326-329 và 340-347 thuộc RAF Forces Aériennes Françaises Libres                                       |                                         | 1940-1945 |
| Pháp             |                                         | Hàng không Lục quân Pháp Aviation Militaire                                                                   |                                         | 1909-1933 |
| Pháp             |                                         | Binh chủng Không quân Hải quân Pháp Aviation Navale                                                           |                                         | 1925      |
| Pháp             |                                         | Hàng không Hạng nhẹ Lục quân Pháp Aviation Légère de l'Armée de Terre                                         |                                         | 1954      |
| Phần Lan         |                                         | Không quân Phần Lan Suomen ilmavoimat Finländska flygvapnet                                                   |                                         | 1918      |
| Phần Lan         |                                         | {{{service}}}                                                                                                 |                                         | 1918-1945 |
| Phần Lan         |                                         | Hàng không Lục quân Phần Lan Suomen maavoimat - Helikopteripataljoona Finländska armén - Helikopterbataljonen |                                         | 1997      |
| Phần Lan         |                                         | Biên phòng Phần Lan Rajavartiolaitos Gränsbevakningsväsendet                                                  |                                         | 1919      |
| Phần Lan         |                                         | Tuần duyên Phần Lan Merivartiolaitos Sjöbevakningssektionen                                                   |                                         | 1919-1944 |
| Philippines      |                                         | Không quân Philippines Hukbong Himpapawid ng Pilipinas                                                        |                                         | 1947      |

## Q
| Quốc gia |                                         |                                         |                                         | Thành lập |
| Quốc gia | Phục vụ Tên chính thứcHiện nayTrước kia | Phục vụ Tên chính thứcHiện nayTrước kia | Phục vụ Tên chính thứcHiện nayTrước kia | Thành lập |
| -------- | --------------------------------------- | --------------------------------------- | --------------------------------------- | --------- |
| Qatar    |                                         | Không quân Qatar Emiri                  |                                         | 1968      |

## R
| Quốc gia |                                         |                                            |                                         | Thành lập |
| Quốc gia | Phục vụ Tên chính thứcHiện nayTrước kia | Phục vụ Tên chính thứcHiện nayTrước kia    | Phục vụ Tên chính thứcHiện nayTrước kia | Thành lập |
| -------- | --------------------------------------- | ------------------------------------------ | --------------------------------------- | --------- |
| România  |                                         | Không quân Romania Forţele Aeriene Române  |                                         | 1989      |
| România  |                                         | Aeronautica Regală Românã                  |                                         | 1913      |
| Rwanda   |                                         | Không quân Rwanda Force Aérienne Rwandaise |                                         | 1972      |

## S
| Quốc gia     |                                         |                                                                                           |                                         | Thành lập |
| Quốc gia     | Phục vụ Tên chính thứcHiện nayTrước kia | Phục vụ Tên chính thứcHiện nayTrước kia                                                   | Phục vụ Tên chính thứcHiện nayTrước kia | Thành lập |
| ------------ | --------------------------------------- | ----------------------------------------------------------------------------------------- | --------------------------------------- | --------- |
| Sénégal      |                                         | Không quân Senegal Armée de l'Air du Sénégal                                              |                                         | 1960      |
| Serbia       |                                         | Không quân Serbia Ваздухопловство и ПВО Војске Србије Vazduhoplovstvo i PVO Vojske Srbije |                                         | 2006      |
| Serbia       |                                         | Cục Không lực Quân đội Serbia Српска Авијатика Srpska Avijatika                           |                                         | 1913-1918 |
| Serbia       |                                         | Cục Chỉ huy Máy bay Hàng không Serbia Ваздухопловна Команда Vazduhoplovna Komanda         |                                         | 1912-1913 |
| Seychelles   |                                         | Không đoàn Tuần duyên (Seychelles)                                                        |                                         | 1980      |
| Sierra Leone |                                         | Lực lượng Phòng thủ Sierra Leone                                                          |                                         | 1973      |
| Singapore    |                                         | Không quân Cộng hòa Singapore Angkatan Udara Republik Singapura                           |                                         | 1975      |
| Slovakia     |                                         | Không quân Slovak Velitelstvo Vzdušnych Sil                                               |                                         | 1993      |
| Slovakia     |                                         | Slovenske Vzdusne Zbrane                                                                  |                                         | 1939-1944 |
| Slovenia     |                                         | Không quân Lục quân Slovenia Vojaško Letalstvo in Zracna Obramba Slovenske Vojske         |                                         | 2004      |
| Slovenia     |                                         | Lữ đoàn Hàng không 15 Lục quân Slovenia                                                   |                                         | 1995-2004 |
| Slovenia     |                                         | Lữ đoàn Hàng không 15 Lực lượng Phòng Thủ Địa phương                                      |                                         | 1992-1995 |
| Slovenia     |                                         | Đơn vị Không quân - Lực lượng Phòng thủ Địa phương Slovenia                               |                                         | 1991-1992 |
| Somalia      |                                         | Không lực Somali Cuerpo Aeronautica della Somalia                                         |                                         | 1991      |
| Sri Lanka    |                                         | Không quân Sri Lanka                                                                      |                                         | 1972      |
| Sri Lanka    |                                         | Không quân Hoàng gia Ceylon                                                               |                                         | 1951-1972 |
| Sudan        |                                         | Không quân Sudan Al Quwwat al-Jawwiya As-Sudaniya                                         |                                         | 1956      |
| Suriname     |                                         | Không quân Suriname Surinaamse Luchtmacht                                                 |                                         | 1982      |
| Eswatini     |                                         | Không quân Swazi                                                                          |                                         | 1979      |
| Syria        |                                         | Không quân Syria Al Quwwat al-Jawwiya al Arabiya as-Souriya                               |                                         | 1961      |
| Syria        |                                         | Không quân Cộng hòa Ả-rập Thống nhất                                                      |                                         | 1958-1961 |
| Syria        |                                         | Không quân Syria Al Quwwat al-Jawwiya al Arabiya as-Souriya                               |                                         | 1948-1958 |

## T
| Quốc gia           |                                         |                                                                                         |                                         | Thành lập     |
| Quốc gia           | Phục vụ Tên chính thứcHiện nayTrước kia | Phục vụ Tên chính thứcHiện nayTrước kia                                                 | Phục vụ Tên chính thứcHiện nayTrước kia | Thành lập     |
| ------------------ | --------------------------------------- | --------------------------------------------------------------------------------------- | --------------------------------------- | ------------- |
| Tajikistan         |                                         | Lực lượng Phòng không và Không quân Tajikistan                                          |                                         | kh. 1993-1994 |
| Tanzania           |                                         | Không đoàn Lực lượng Quốc phòng Nhân dân Tanzania Jeshi la Anga la Wananchi wa Tanzania |                                         | 1965          |
| Tây Ban Nha        |                                         | Không quân Tây Ban Nha Ejército del Aire                                                |                                         | 1939          |
| Tây Ban Nha        |                                         | Aviación Nacional                                                                       |                                         | 1936-1939     |
| Tây Ban Nha        |                                         | '                                                                                       |                                         | 1937-1939     |
| Tây Ban Nha        |                                         | '                                                                                       |                                         | 1939          |
| Tây Ban Nha        |                                         | Fuerzas Aéreas de la República Española (F.A.R.E.)                                      |                                         | 1931-1939     |
| Tây Ban Nha        |                                         | Aeronáutica Militar Española                                                            |                                         | 1911-1931     |
| Tây Ban Nha        |                                         | Servicio Militar de Aerostacion                                                         |                                         | 1896-1911     |
| Tây Ban Nha        |                                         | FAMET Hàng không Lục quân Tây Ban Nha Fuerzas Aeromóviles del Ejército de Tierra        |                                         | 1973          |
| Tây Ban Nha        |                                         | Armada Española Air Arm Arma Aérea de la Armada                                         |                                         | 1954          |
| Tây Ban Nha        |                                         | Aeronáutica Naval                                                                       |                                         | 1917-1936     |
| Thái Lan           |                                         | Không quân Hoàng gia Thái Lan กองทัพอากาศไทย Kongthap Akat Thai                          |                                         | 1937          |
| Thái Lan           |                                         | Sư đoàn Không lực กรมทหารอากาศ Krom Tahan Akat                                          |                                         | 1935-1937     |
| Thái Lan           |                                         | Sư đoàn Không quân กรมอากาศยาน Krom Akatsayan                                           |                                         | 1921-1935     |
| Thái Lan           |                                         | Sư đoàn Hàng không Lục quân กรมอากาศยานทหารบก Krom Akatsayan Tahan Bok                  |                                         | 1917-1921     |
| Thái Lan           |                                         | Đơn vị Hàng không Lục quân กองบินทหารบก Kong Bin Tahan Bok                               |                                         | 1914-1917     |
| Thụy Điển          |                                         | Không quân Thụy Điển Svenska Flygvapnet                                                 |                                         | 1926          |
| Thụy Điển          |                                         | Đại đội Máy bay Binh chủng Thông tin Flygkompaniet                                      |                                         | 1912-1926     |
| Thụy Điển          |                                         | Cục Không lực Hải quân Marinens Flygväsen                                               |                                         | 1911-1926     |
| Thụy Điển          |                                         | Không đoàn Trực thăng Phòng thủ Försvarsmaktens Helikopterflottilj                      |                                         | 1998-2003     |
| Thụy Điển          |                                         | Hàng không Lục quân Thụy Điển Arméflyget                                                |                                         | 1954-1998     |
| Thụy Điển          |                                         | Hàng không Hải quân Thụy Điển Marinflyget                                               |                                         | 1958-1998     |
| Thụy Sĩ            |                                         | Không quân Thụy Sĩ Schweizer Luftwaffe Forces Aériennes Suisses Forze Aeree Svizzere    |                                         | 1946          |
| Thụy Sĩ            |                                         | Quân chủng độc lập dưới Bộ Quân sự Liên bang Thụy Sĩ Schweizerische Flugwaffe           |                                         | 1936-1946     |
| Thụy Sĩ            |                                         | Hàng không Lục quân Thụy Sĩ Schweizerische Fliegertruppe                                |                                         | 1914-1936     |
| Thổ Nhĩ Kỳ         |                                         | Không quân Thổ Nhĩ Kỳ Türk Hava Kuvvetleri                                              |                                         | 1944          |
| Thổ Nhĩ Kỳ         |                                         | Bộ quốc phòng Thổ Nhĩ Kỳ, Văn phòng Hàng không Quân đội Hava Müsteşarlığı               |                                         | 1928-1944     |
| Thổ Nhĩ Kỳ         |                                         | Thanh tra Không quân Thổ Nhĩ Kỳ Hava Kuvvetleri Müfettişliği                            |                                         | 1922-1928     |
| Thổ Nhĩ Kỳ         |                                         | Tổng cục Không quân Thổ Nhĩ Kỳ Kuva-yı Havaiye Müdüriyet-i Umumiyesi                    |                                         | 1921-1922     |
| Thổ Nhĩ Kỳ         |                                         | Cục Không lực Quân đội Thổ Nhĩ Kỳ Kuva-yı Havaiye Şubesi                                |                                         | 1920-1921     |
| Thổ Nhĩ Kỳ         |                                         | Hàng không Lục quân Thổ Nhĩ Kỳ Türk Kara Kuvvetleri Havacılığı                          |                                         | 1948          |
| Thổ Nhĩ Kỳ         |                                         | Hàng không Hải quân Thổ Nhĩ Kỳ Türk Donanma Havacılığı                                  |                                         | 1971          |
| Thổ Nhĩ Kỳ         |                                         | Hàng không Tuần duyên Thổ Nhĩ Kỳ Türk Sahil Güvenlik Havacılığı                         |                                         | 1993          |
| Togo               |                                         | Không quân Togo Force Aérienne Togolaise                                                |                                         | 1964          |
| Trinidad và Tobago |                                         | Vệ binh Không quân Lực lượng Quốc phòng Trinidad và Tobago                              |                                         | 1966          |
| Trung Hoa Dân Quốc |                                         | Trung Hoa Dân Quốc Không quân 中華民國空軍 Chung-Hua Min-Kuo K'ung-Chün                 |                                         | 1938          |
| Trung Hoa Dân Quốc |                                         | Không quân Dân tộc Trung Hoa (Chính phủ Trung ương)                                     |                                         | 1925-1938     |
| Trung Hoa Dân Quốc |                                         | Bộ Hàng không Trung Hoa                                                                 |                                         | 1920-1925?    |
| Trung Hoa Dân Quốc |                                         | Cục Hàng không Trung Hoa                                                                |                                         | 1916?-1919?   |
| Trung Hoa Dân Quốc |                                         | Quâm chủng Không quân Lục quân Trung Hoa                                                |                                         | 1914-1916?    |
| Trung Hoa Dân Quốc |                                         | Quân đoàn Máy bay Lục quân Trung Hoa                                                    |                                         | 1913-1914     |
| Trung Hoa Dân Quốc |                                         | Bộ chỉ huy Lực lượng đặc biệt và Hàng không Lục quân Cộng hòa Trung Hoa                 |                                         | 1999          |
| Trung Hoa Dân Quốc |                                         | Bộ chỉ huy Lực lượng đặc biệt và Lính dù Lục quân                                       |                                         | 1979-1999     |
| Trung Hoa Dân Quốc |                                         | Bộ chỉ huy Hàng không Lục quân                                                          |                                         | 1976-1979     |
| Trung Hoa Dân Quốc |                                         | Bộ chỉ huy Hàng không Hải quân Cộng hòa Trung Hoa                                       |                                         | 1995          |
| Trung Hoa Dân Quốc |                                         | Liên đoàn Chống tàu ngầm Hải quân                                                       |                                         | 1991-1995     |
| Trung Hoa Dân Quốc |                                         | Phi đoàn Trực thăng Hạm đội                                                             |                                         | 1977-1991     |
| Trung Hoa Dân Quốc |                                         | Cục Không trung Hải quân Trung Hoa                                                      |                                         | 1927-1938     |
| Tunisia            |                                         | Không quân Tunisia Al Quwwat al-Jawwiya al-Jamahiriyah at'Tunisia                       |                                         | 1959          |
| Turkmenistan       |                                         | Lục lược Phòng không và Không quân Turkmenistan                                         |                                         | 1992          |

## U
| Quốc gia   |                                         |                                                                                              |                                         | Thành lập |
| Quốc gia   | Phục vụ Tên chính thứcHiện nayTrước kia | Phục vụ Tên chính thứcHiện nayTrước kia                                                      | Phục vụ Tên chính thứcHiện nayTrước kia | Thành lập |
| ---------- | --------------------------------------- | -------------------------------------------------------------------------------------------- | --------------------------------------- | --------- |
| Uganda     |                                         | Không quân Uganda                                                                            |                                         | 1964      |
| Ukraina    |                                         | Không quân Ukraina Військово-Повітряні Сили України Viys'kovo-Povitriani Syly Ukrayiny       |                                         | 1992      |
| Ukraina    |                                         | Hàng không Hải quân Ukraina Авіація Військово-Морських Сил Aviatsiya Viys'kovo-Mors'kykh Syl |                                         | 1992      |
| UAE        |                                         | Không quân Các Tiểu Vương quốc Ả Rập Thống nhất                                              |                                         | 1976      |
| Uruguay    |                                         | Không quân Uruguay Fuerza Aérea Uruguaya                                                     |                                         | 1953      |
| Uruguay    |                                         | Không quân Quân đội Fuerza Aérea Militar                                                     |                                         | 1952-1953 |
| Uruguay    |                                         | Hàng không Quân đội Uruguay Aeronáutica Militar Uruguaya                                     |                                         | 1935-1952 |
| Uruguay    |                                         | Trường Hàng không học Quân sự Escuela Militar de Aeronáutica                                 |                                         | 1916-1935 |
| Uruguay    |                                         | Trường Hàng không Quân sự Escuela de Aviación Militar                                        |                                         | 1913-1916 |
| Uruguay    |                                         | Hàng không Hải quân Uruguay Aviación Naval Uruguaya                                          |                                         | 1951      |
| Uruguay    |                                         | Cục Không lực Hải quân Servicio Aeronáutico                                                  |                                         | 1925-1951 |
| Uzbekistan |                                         | Lực lượng Phòng không và Không quân Uzbek                                                    |                                         | 1992      |

## V
| Quốc gia       |                                         |                                                                       |                                         | Thành lập |
| Quốc gia       | Phục vụ Tên chính thứcHiện nayTrước kia | Phục vụ Tên chính thứcHiện nayTrước kia                               | Phục vụ Tên chính thứcHiện nayTrước kia | Thành lập |
| -------------- | --------------------------------------- | --------------------------------------------------------------------- | --------------------------------------- | --------- |
| Venezuela      |                                         | Không quân Venezuela Aviación Militar Venezolana                      |                                         | 2006      |
| Venezuela      |                                         | Fuerza Aérea Venezolana                                               |                                         | 1949-2006 |
| Venezuela      |                                         | Hàng không Lục quân Venezuela Servicio Aéreo del Ejército Venezolana  |                                         | 1970      |
| Venezuela      |                                         | Hàng không Hải quân Venezuela Aviación de la Marina Venezolana        |                                         | 1922      |
| Venezuela      |                                         | Vệ binh Quốc gia Venezuela Comando de Apoyo Aéreo de Guardia Nacional |                                         | 1999      |
| Vương quốc Anh |                                         | Không quân Hoàng gia Anh                                              |                                         | 1918      |
| Vương quốc Anh |                                         | Cục Không lực Hải quân Hoàng gia                                      |                                         | 1914-1918 |
| Vương quốc Anh |                                         | Quân đoàn Bay Hoàng gia                                               |                                         | 1912-1918 |
| Vương quốc Anh |                                         | Binh chủng Không quân                                                 |                                         | 1937      |
| Vương quốc Anh |                                         | Không lực Lục quân                                                    |                                         | 1942      |
| Việt Nam       |                                         | Không quân Nhân dân Việt Nam                                          |                                         | 1975      |
| Việt Nam       |                                         | Ban Nghiên cứu Không quân                                             |                                         | 1949      |
| Việt Nam       |                                         | Ban nghiên cứu Sân bay                                                |                                         | 1955      |
| Việt Nam       |                                         | Cục Không quân                                                        |                                         | 1959      |
| Việt Nam       |                                         | Bộ Tư lệnh Không quân                                                 |                                         | 1967      |
| Việt Nam       |                                         | Quân chủng Không quân                                                 |                                         | 1977-1999 |

## Y
| Quốc gia |                                         |                                                   |                                         | Thành lập |
| Quốc gia | Phục vụ Tên chính thứcHiện nayTrước kia | Phục vụ Tên chính thứcHiện nayTrước kia           | Phục vụ Tên chính thứcHiện nayTrước kia | Thành lập |
| -------- | --------------------------------------- | ------------------------------------------------- | --------------------------------------- | --------- |
| Yemen    |                                         | Không quân Yemen Al Quwwat al Jawwiya al Yemeniya |                                         | 1990      |

## Z
| Quốc gia                               |                                         |                                             |                                         | Thành lập |
| Quốc gia                               | Phục vụ Tên chính thứcHiện nayTrước kia | Phục vụ Tên chính thứcHiện nayTrước kia     | Phục vụ Tên chính thứcHiện nayTrước kia | Thành lập |
| -------------------------------------- | --------------------------------------- | ------------------------------------------- | --------------------------------------- | --------- |
| Zambia · (Trước đây là Bắc Rhodesia)   |                                         | Bộ chỉ huy Phòng không và Không quân Zambia |                                         | 1968      |
| Zambia · (Trước đây là Bắc Rhodesia)   |                                         | Không đoàn Zambia                           |                                         | 1964-1968 |
| Zambia · (Trước đây là Bắc Rhodesia)   |                                         | Không quân Liên bang Rhodesia và Nyasaland  |                                         | 1954-1963 |
| Zimbabwe · (Trước đây là Nam Rhodesia) |                                         | Không quân Zimbabwe                         |                                         | 1980      |
| Zimbabwe · (Trước đây là Nam Rhodesia) |                                         | Không quân Rhodesia                         |                                         | 1970-1979 |
| Zimbabwe · (Trước đây là Nam Rhodesia) |                                         | Không quân Hoàng gia Rhodesia               |                                         | 1963-1970 |
| Zimbabwe · (Trước đây là Nam Rhodesia) |                                         | Không quân Liên bang Rhodesia và Nyasaland  |                                         | 1954-1963 |
| Zimbabwe · (Trước đây là Nam Rhodesia) |                                         | Không quân Nam Rhodesia                     |                                         | 1939-1954 |
| Zimbabwe · (Trước đây là Nam Rhodesia) |                                         | Trung đoàn Không quân Rhodesia              |                                         | 1935-1939 |

## Các quốc gia không còn tồn tại
| Quốc gia                                   |                                         | |                                         | Thành lập |
| Quốc gia                                   | Phục vụ Tên chính thứcHiện nayTrước kia | Phục vụ Tên chính thứcHiện nayTrước kia | Phục vụ Tên chính thứcHiện nayTrước kia | Thành lập |
| ------------------------------------------ | --------------------------------------- | --- | --------------------------------------- | --------- |
| Áo-Hung                                    |                                         | Quân đoàn Không quân Áo-Hung Kaiserliche und Königliche Luftfahrtruppen                                                                                           |                                         | 1912-1919 |
| Áo-Hung                                    |                                         | KuK. Militär-Aeronautische Anstalt |                                         | 1893-1912 |
| Biafra                                     |                                         | Không quân Biafra |                                         | 1967-1970 |
| Tiệp Khắc                                  |                                         | Không quân Tiệp Khắc Češkoslovenske Vojenske Letectvo |                                         | 1945-1993 |
| Tiệp Khắc                                  |                                         | Không quân Lục quân Tiệp Khắc Češkoslovenske Letectvo |                                         | 1918-1939 |
| Đông Đức                                   |                                         | Không quân Đông Đức Luftstreitkräfte und Luftverteidigung der Deutschen Demokratischen Republik                                                                   |                                         | 1956-1990 |
| Mãn Châu Quốc                              |                                         | Không quân Mãn Châu Quốc |                                         | 1938-1945 |
| Mãn Châu Quốc                              |                                         | Đại đội Vận tải Đường không Mãn Châu Quốc Manchu Kokuyuso Kabushiki Kaisha                                                                                        |                                         | 1932-1945 |
| Bắc Yemen                                  |                                         | Không quân Cộng hòa Ả-rập Yemen |                                         | 1962-1990 |
| Đế quốc Ottoman                            |                                         | Thanh tra Không quân Ottoman Kuva-yı Havaiye Müfettişliği |                                         | 1918-1920 |
| Đế quốc Ottoman                            |                                         | Thanh tra Sự vụ Hàng không Ottoman Umur-u Havaiye Müfettişliği |                                         | 1915-1918 |
| Đế quốc Ottoman                            |                                         | Thanh tra Tổ chức Hàng không Ottoman Teşkilat-ı Havaiye Müfettişliği                                                                                              |                                         | 1914-1915 |
| Đế quốc Ottoman                            |                                         | Ủy ban Hàng không Ottoman Havacılık Komisyonu |                                         | 1911-1914 |
| Đế quốc Ottoman                            |                                         | Cục và Học viện Hàng không Hải quân Ottoman Bahriye Tayyare Mektebi ve Havacılık Şubesi                                                                           |                                         | 1914-1919 |
| Việt Nam Cộng hòa                          |                                         | Không lực Việt Nam Cộng hòa |                                         | 1954-1975 |
| Nam Yemen                                  |                                         | Không quân Nam Yemen |                                         | 1967-1990 |
| Liên Xô                                    |                                         | Không quân Xô viết Военно-воздушные силы |                                         | 1930-1991 |
| Liên Xô                                    |                                         | Phi đội Hồng quân Công-Nông Рабоче-Крестьянская Красная воздуха флот                                                                                              |                                         | 1918-1930 |
| Cộng hòa Ả-rập Thống nhất                  |                                         | Không quân Cộng hòa Ả-rập Thống nhất |                                         | 1958-1961 |
| Cộng hòa Ả-rập Thống nhất                  |                                         | Không quân Ai Cập |                                         | 1952-1958 |
| Cộng hòa Ả-rập Thống nhất                  |                                         | Không quân Syria |                                         | 1948-1958 |
| Vương quốc Nam Tư / SFR Nam Tư/ FR Nam Tư  |                                         | Không quân Serbia và Montenegro РВ и ПВО ВСЦГ RV i PVO VSCG |                                         | 2003-2006 |
| Vương quốc Nam Tư / SFR Nam Tư/ FR Nam Tư  |                                         | Không quân Cộng hoà Liên bang Nam Tư РВ и ПВО Војске Југославије RV i PVO Vojske Jugoslavije                                                                      |                                         | 1992-2003 |
| Vương quốc Nam Tư / SFR Nam Tư/ FR Nam Tư  |                                         | Không quân SFR Nam Tư Југословенско Ратно Ваздухопловство и Противваздушна Одбрана Jugoslovensko Ratno Vazduhoplovstvo i Protivvazdušna Odbrana                   | [[Image:\|23px]]                        | 1945-1991 |
| Vương quốc Nam Tư / SFR Nam Tư/ FR Nam Tư  |                                         | Không quân Hoàng gia Nam Tư Југословенско Краљевско Ратно Ваздухопловство и Поморска Авиацијса Jugoslovensko Kraljevsko Ratno VAzduhoplovstvo i Pomorska Aviacija |                                         | 1923-1941 |
| Vương quốc Nam Tư / SFR Nam Tư/ FR Nam Tư  |                                         | Bộ Hàng không Lục quân Hoàng gia Nam Tư Авиацијско Одељење Југословенске Краљевске Армије Aviacijsko Odeljenje Jugoslovenske Kraljevske Armije                    |                                         | 1918-1923 |
| Zaire (hiện nay là Cộng hòa Dân chủ Congo) |                                         | Không quân Zaire |                                         | 1971-1997 |